# Sitio de París (1870-1871)
El sitio de París, ocurrido entre el 19 de septiembre de 1870 al 28 de enero de 1871, y la consecuente ocupación de la ciudad por las tropas del Reino de Prusia, fue una de las causas decisivas que llevaron a la derrota y posterior caída del Segundo Imperio francés y la proclamación del Segundo Imperio alemán, en la galería de los Espejos del Palacio de Versalles el 18 de enero de 1871.

## Desarrollo
Después de la destrucción del Ejército de Chalons en la batalla de Sedán, donde se rindió el emperador francés Napoleón III, el general prusiano Helmuth Karl Bernhard von Moltke ordena al tercer ejército, estacionado en el río Mosa, compuesto por 150 000 hombres, marchar hacia París iniciando el cerco de la capital. El general Louis Jules Trochu intentó organizar la defensa de la ciudad; para ello contaba con un ejército de 500 000 hombres parapetado tras un anillo de fortificaciones conocidas como el «Muro de Thiers».
A la espera de la llegada de las fuerzas prusianas, se hizo acopio de provisiones (ganado almacenado en el centro de la ciudad) que no evitó la muerte de centenares de civiles por falta de alimentos durante el asedio. Mientras tanto, una parte del gobierno de «Defensa Nacional» abandonaba París para refugiarse en Tours, como el mismo Léon Gambetta, que escapó del asedio a bordo de un globo aerostático.
El «anillo de hierro» iba siendo completado por las fuerzas prusianas y el cuartel general de Guillermo I se establece en el Palacio de Versalles, mientras la capital sufrió el asedio, en los cuatro meses que siguieron hasta el fin del mismo, a finales de enero de 1871.

## Proclamación del Imperio
Mientras París sufría el asedio, aún hubo de presenciar la Proclamación del Imperio alemán en el Palacio de Versalles. La ceremonia fue oficiada el 18 de enero, sufriendo de esa forma el orgullo francés un nuevo golpe. El 28 de enero se firmó un armisticio, que entraría en vigor al día siguiente, mientras el nuevo Gobierno francés encabezado por Adolphe Thiers negociaba un tratado de paz definitivo.
El 1 de marzo los alemanes entrarían por breve tiempo en la ciudad. Días después, ante el vacío de poder en la capital francesa, estallaba la Comuna el 18, que supuso una gran destrucción de la ciudad, hasta que el gobierno provisional francés pudo de nuevo retomarla.